# Skorpions Varese 2010
Questa voce raccoglie le informazioni riguardanti gli Skorpions Varese nelle competizioni ufficiali della stagione 2010.

## Roster
| Roster degli Skorpions Varese (2010) |
| --- |
| Quarterback - 3 Giorgio Giorgetti QB/RB - 7 Miguel Angel Garnica Gallardo QB/WR Running Back - 22 Christian Bianchi RB/DL - 25 Ovidio Gentiloni RB/LB - 26 Christian Muñoz Vélez - 27 Fabio Drigo - 43 Andrea Postè Wide Receiver - 81 Alberto Malomo - 85 Mattia Borioli WR/CB - 87 Stefano Granelli WR/SS - 88 William Texeira de Trinidade Tight End - 7 Federico Tagnocchetti - 83 Antonio Raffaele TE/K Offensive Linemen - 54 Marco Fortunali OL/DL - 65 Fabián Pérez Andrade - 68 Stefano Zapulla - 69 Ryan Nanni Fossati OT - 71 Leonardo Galvan OG/K - 76 Giordano Tofani OL/DL - 78 Lúis Pérez Andrade Defensive Linemen - 37 Nicolò Moruzzi DE/P - 55 Claudio Marsegan DL/OL - 58 Fabio Stoppa - 60 Daniele Bulgheroni DL/OL - 61 Joseph Gasperini - 68 Giovanni Buscio Linebacker - 71 Giuseppe Pisoni LB/DL - 47 Mattia Arosio - 43 Ruben Edgardo Encarnacion Tovar - 53 Luca Gandini - 56 Christian Gaiga - 59 Fabio Raffaele Defensive Back - 6 Massimo Filomena - 21 Marco Stocco DB/LB - 24 Roberto Marrapodi - 32 Pierangelo Aimetti - 42 Maurizio Panzini - 46 Kevin Muñoz Vélez Special Team Coaching staff - Andrea Vecchi |

## Campionato Golden League FIF 2010

### Regular season
| Vedano Olona 14 marzo 2010, ore 14:30 CEST week 1                            | Skorpions Varese | 0 – 6 (0-0 0-0 0-0 0-6)                    | Briganti Napoli | Centro Sportivo Comunale |
| \| \| \| \| \| \| Marcatori \| Schmutz M. Q4 (TD) 11yd pass da Morelli M. \| |                  |                                            |                 |                          |
|                                                                              |                  |                                            |                 |                          |
|                                                                              | Marcatori        | Schmutz M. Q4 (TD) 11yd pass da Morelli M. |                 |                          |

| Roma 20 marzo 2010, ore 21:00 CEST week 2 | Gladiatori Roma | 8 – 13 (0-7 0-0 0-0 8-6) | Skorpions Varese | Centro Sportivo Futbal Campus |
| \| \| \| \| \| Corbucci A. Q4 (TD) 10yd run Manias D. Q4 (tpc) rush \| Marcatori \| Malomo A. Q1 (TD) 8yd pass da Garnica Gallardo M.A. Moruzzi N. Q1 (pat) Raffaele A. Q4 (TD) 8yd pass da Garnica Gallardo M.A. \| |                 | |                  |                               |
| |                 | |                  |                               |
| Corbucci A. Q4 (TD) 10yd run Manias D. Q4 (tpc) rush | Marcatori       | Malomo A. Q1 (TD) 8yd pass da Garnica Gallardo M.A. Moruzzi N. Q1 (pat) Raffaele A. Q4 (TD) 8yd pass da Garnica Gallardo M.A. |                  |                               |

| Follo 27 marzo 2010, ore 21:00 CEST week 3 | Red Jackets Luni | 30 – 7 (6-0 6-7 6-0 12-0)                                  | Skorpions Varese | Centro Sportivo Focevara |
| \| \| \| \| \| Tavecchia F. Q1 (TD) 1yd run Milani J. Q2 (TD) 6yd run Buchi R. Q3 (TD) 17yd run Milani J. Q4 (TD) 46yd pass da Buchi R. Buchi R. Q4 (TD) 5yd run \| Marcatori \| Garnica Gallardo M.A. Q2 (TD) 13yd run Bianchi C. Q2 (pat) \| |                  |                                                            |                  |                          |
| |                  |                                                            |                  |                          |
| Tavecchia F. Q1 (TD) 1yd run Milani J. Q2 (TD) 6yd run Buchi R. Q3 (TD) 17yd run Milani J. Q4 (TD) 46yd pass da Buchi R. Buchi R. Q4 (TD) 5yd run                                                                                              | Marcatori        | Garnica Gallardo M.A. Q2 (TD) 13yd run Bianchi C. Q2 (pat) |                  |                          |

| Baganzola 10 aprile 2010, ore 21:00 CEST week 4 | Bobcats Parma | 22 – 13 (0-0 6-6 10-7 6-0) | Skorpions Varese | Centro Sportivo F.lli Mordaci |
| \| \| \| \| \| N'Dori A. Q2 (TD) 8yd run N'Dori A. Q3 (TD) 11yd run Amadasi Q3 (tpc) rush Cavazzuti S. Q3 (saf) Cardani L. Q4 (TD) 6yd pass da Amadasi P.P. \| Marcatori \| Bianchi C. Q2 (FG) 24yd field goal Bianchi C. Q2 (FG) 29yd field goal Granelli S. Q3 (TD) 76yd kickoff return Bianchi C. Q3 (pat) \| |               | |                  |                               |
| |               | |                  |                               |
| N'Dori A. Q2 (TD) 8yd run N'Dori A. Q3 (TD) 11yd run Amadasi Q3 (tpc) rush Cavazzuti S. Q3 (saf) Cardani L. Q4 (TD) 6yd pass da Amadasi P.P. | Marcatori     | Bianchi C. Q2 (FG) 24yd field goal Bianchi C. Q2 (FG) 29yd field goal Granelli S. Q3 (TD) 76yd kickoff return Bianchi C. Q3 (pat) |                  |                               |

| Vedano Olona 18 aprile 2010, ore 14:30 CEST week 5 | Skorpions Varese | 0 – 30 (0-14 0-0 0-2 0-14) | Bengals Brescia | Centro Sportivo Comunale |
| \| \| \| \| \| \| Marcatori \| Tinti G. Q1 (TD) 22yd pass da Turotti D. Scarpolini M. Q1 (pat) Barbolla R. Q1 (TD) 34yd run Scarpolini M. Q1 (pat) team Q3 (saf) Barbolla Q4 (TD) 28yd pass da Longo I. Barbolla R. Q4 (TD) 6yd run Barbolla R. Q4 (tpc) rush \| |                  | |                 |                          |
| |                  | |                 |                          |
| | Marcatori        | Tinti G. Q1 (TD) 22yd pass da Turotti D. Scarpolini M. Q1 (pat) Barbolla R. Q1 (TD) 34yd run Scarpolini M. Q1 (pat) team Q3 (saf) Barbolla Q4 (TD) 28yd pass da Longo I. Barbolla R. Q4 (TD) 6yd run Barbolla R. Q4 (tpc) rush |                 |                          |

| Vedano Olona 25 aprile 2010, ore 14:30 CEST week 6 | Skorpions Varese | 23 – 0 (0-0 7-0 6-0 10-0) | Rams Milano | Centro Sportivo Comunale |
| \| \| \| \| \| Garnica Gallardo M.A. Q2 (TD) 3yd run Bianchi C. Q2 (pat) Raffaele A. Q3 (TD) 40yd fumble return Raffaele A. Q4 (TD) 9yd pass da Garnica Gallardo M.A. Bianchi C. Q4 (pat) Bianchi C. Q4 (FG) 18yd field goal \| Marcatori \| \| |                  |                           |             |                          |
| |                  |                           |             |                          |
| Garnica Gallardo M.A. Q2 (TD) 3yd run Bianchi C. Q2 (pat) Raffaele A. Q3 (TD) 40yd fumble return Raffaele A. Q4 (TD) 9yd pass da Garnica Gallardo M.A. Bianchi C. Q4 (pat) Bianchi C. Q4 (FG) 18yd field goal                                   | Marcatori        |                           |             |                          |

| Grugliasco 1º maggio 2010, ore 21:00 CEST week 7 | Blacks Rivoli | 8 – 9 0-2 0-0 0-0 8-7                                               | Skorpions Varese | Stadio CUS Torino |
| \| \| \| \| \| Roagna S. Q4 (TD) 5yd run Roagna S. Q4 (tpc) pass \| Marcatori \| Moruzzi N. Q1 (saf) Bianchi C. Q4 (TD) 23yd run Bianchi C. Q4 (pat) \| |               |                                                                     |                  |                   |
| |               |                                                                     |                  |                   |
| Roagna S. Q4 (TD) 5yd run Roagna S. Q4 (tpc) pass | Marcatori     | Moruzzi N. Q1 (saf) Bianchi C. Q4 (TD) 23yd run Bianchi C. Q4 (pat) |                  |                   |

| Vedano Olona 9 maggio 2010, ore 14:30 CEST week 8 | Skorpions Varese | 20 – 26 (0-7 7-0 13-7 0-12) | Frogs Legnano | Centro Sportivo Comunale |
| \| \| \| \| \| Raffaele A. Q2 (TD) 13yd pass da Garnica Gallardo M.A. Bianchi C. Q2 (pat) Garnica Gallardo M.A. Q3 (TD) 44yd run Bianchi C. Q3 (pat) Bianchi C. Q3 (TD) 1yd run \| Marcatori \| Binda M. Q1 (TD) 15yd run Caronni V. Q1 (pat) Fazzi S. Q3 (TD) 21yd pass da Gorla Y. Caronni V. Q1 (pat) Caronni V. Q4 (TD) 5yd pass da Gorla Y. Caronni V. Q4 (TD) 8yd pass da Gorla Y. \| |                  | |               |                          |
| |                  | |               |                          |
| Raffaele A. Q2 (TD) 13yd pass da Garnica Gallardo M.A. Bianchi C. Q2 (pat) Garnica Gallardo M.A. Q3 (TD) 44yd run Bianchi C. Q3 (pat) Bianchi C. Q3 (TD) 1yd run | Marcatori        | Binda M. Q1 (TD) 15yd run Caronni V. Q1 (pat) Fazzi S. Q3 (TD) 21yd pass da Gorla Y. Caronni V. Q1 (pat) Caronni V. Q4 (TD) 5yd pass da Gorla Y. Caronni V. Q4 (TD) 8yd pass da Gorla Y. |               |                          |

### Playoff
| San Vittore Olona 9 maggio 2010, ore 14:30 CEST Quarti di Finale | Frogs Legnano | 15 – 7 (0-0 0-0 0-0 15-7)                                                              | Skorpions Varese | Centro Sportivo Comunale |
| \| \| \| \| \| Gorla Y. Q4 (TD) 1yd run Caronni V. Q4 (pat) Caronni V. Q4 (TD) 4yd pass da Gorla Resta D. Q4 (tpc) pass \| Marcatori \| Texeira de Trinidade W. Q4 (TD) 45yd pass da Garnica Gallardo M.A. Bianchi C. Q4 (pat) \| |               |                                                                                        |                  |                          |
| |               |                                                                                        |                  |                          |
| Gorla Y. Q4 (TD) 1yd run Caronni V. Q4 (pat) Caronni V. Q4 (TD) 4yd pass da Gorla Resta D. Q4 (tpc) pass | Marcatori     | Texeira de Trinidade W. Q4 (TD) 45yd pass da Garnica Gallardo M.A. Bianchi C. Q4 (pat) |                  |                          |

## Statistiche di squadra
| Competizione | %Vittorie | In casa | In casa | In casa | In casa | In casa | In casa | In trasferta | In trasferta | In trasferta | In trasferta | In trasferta | In trasferta | Totale | Totale | Totale | Totale | Totale | Totale |
| Competizione | %Vittorie | G       | V       | N       | P       | Pf      | Ps      | G            | V            | N            | P            | Pf           | Ps           | G      | V      | N      | P      | Pf     | Ps     |
| ------------ | --------- | ------- | ------- | ------- | ------- | ------- | ------- | ------------ | ------------ | ------------ | ------------ | ------------ | ------------ | ------ | ------ | ------ | ------ | ------ | ------ |
| Campionato   | .375      | 4       | 1       | 0       | 3       | 43      | 62      | 4            | 2            | 0            | 2            | 42           | 68           | 8      | 3      | 0      | 5      | 85     | 130    |
| Playoff      | .000      | -       | -       | -       | -       | -       | -       | 1            | 0            | 0            | 1            | 7            | 15           | 1      | 0      | 0      | 1      | 7      | 15     |
| Totale       | .333      | 4       | 1       | 0       | 3       | 43      | 156     | 5            | 2            | 0            | 3            | 49           | 83           | 9      | 3      | 0      | 6      | 92     | 145    |